# أنطوني (مطران سانت بطرسبرغ)
أنطوني واسمه العلماني ألكسندر فاسيليفيتش فادكوفسكي (بالروسية: Алекса́ндр Васи́льевич Вадко́вский؛ بالفنلندية: Aleksandr Vasiljevitš Vadkovski)؛ (15 سبتمبر 1846 في تامبوف - 15 نوفمبر 1912 في سانت بطرسبرغ) كان رئيس الكنيسة الفنلندية الأرثوذكسية ورئيس أساقفة فيبورغ وسائر فنلندا بين 24 أكتوبر 1892 و25 ديسمبر 1898. وأسقفا للكنيسة الروسية الأرثوذكسية من التاريخ المذكور وحتى وفاته.
كان عضوا فخريا في أكاديمية سانت بطرسبرغ للعلوم، وفي الأكاديميات اللاهوتية في قازان وموسكو وسانت بطرسبرغ وفي جمعية فلسطين الإمبراطورية الأرثوذكسية، كما حاز الدكتوراه في تاريخ الكنيسة إضافة إلى أخر فخرية في اللاهوت والقانون.

## حياته الشخصية
ولد باسم ألكسندر في 3 أغسطس 1846 في حي كيرسانوفسكي في تامبوف أيام الإمبراطورية لوالده الكاهن باسيل فادكوفسكي (1816-1897)، ووالدته أولغا فادكوفسكا (1823-1901).
عاشت العائلة في قرية ماتشركا بمقاطعة مورشان في تامبوف بين سنتي 1848 و1858. كان ألكسندر صديق طفولة لباسيل بوغويافلينسكي (لاحقا القديس والشهيد باسيل) وفي إحدى زيارات أسقف المنطقة آنذاك ثيوفان غوفروف (لاحقا القديس ثيوفان)، نال الصبي البركة من الأسقف بأن وضع يده على رأسه.
في عام 1872، تزوج ألكسندر بإليزافيتا بينكوفسكي، وأنجبا طفلين؛ بوريس وليديا.. كانت زوجته تعاني من مرض السل الشديد وفي عام 1879 توفيت وترمل، وبعد ثلاث سنوات، أي عام 1882، مات إبناه عقب إصابتهما بالخناق.

## الدراسة والكهنوت

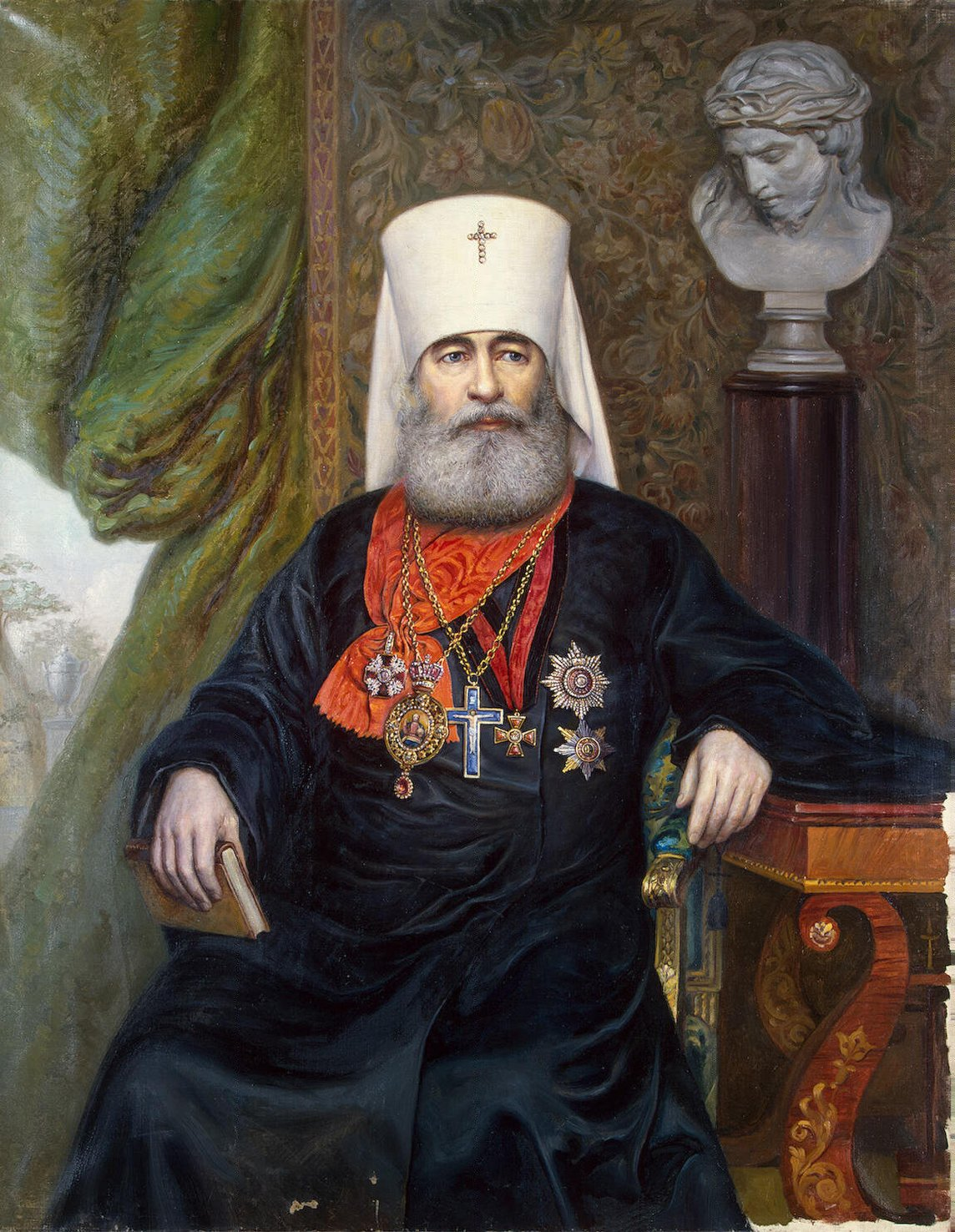
بورتريه لأنطوني مطرانا.

درس ألكسندر في مدرسة تامبوف اللاهوتية وتخرج منها عام 1866. في عام 1870 تخرج من أكاديمية قازان اللاهوتية بدرجة علمية في اللاهوت لمقاله "علاقة الآريوسية بالأفلاطونية المحدثة، خاصة بين يهود الإسكندرية". وتخصص فادكوفسكي في قسم العظات ونظرية الأدب، وتحصل في 14 أبريل 1871 على درجة الماجستير في اللاهوت عن أطروحة "من تاريخ عظات الكنيسة البلغارية القديمة: قسطنطين، أسقف بلغاريا وإنجيله التعليمي".
في 4 مارس 1883، رُسم ألكسندر راهبا في قازان تحت إسم أنطوني (أو أنطونيوس) من قبل رئيس الأساقفة بالاديوس، في ذكرى رئيس الأساقفة الراحل، أنطوني. وفي 6 من الشهر نفسه رُسم كاهنا.
في 14 نوفمبر، صُير أرشمندريتا وعُين قيما لالقديس يوحنا المعمدان في قازان ثم قيما لأكاديمية قازان اللاهوتية في 8 نوفمبر من العام الموالي. في عام 1885، نُقل إلى أكاديمية سانت بطرسبرغ اللاهوتية شاغلا نفس الخطة. وبعد ذلك بعامين، أي في 15 أبريل 1887 ، تم تعيينه عميدا لأكاديمية سانت بطرسبرغ اللاهوتية.
في 3 مايو 1887، رُسم أسقفا لفيبورغ، ونائبا عن أبرشية سانت بطرسبرغ. تم ذلك في كاتدرائية الثالوث في دير ألكسندر نيفسكي لافرا، وقد ترأس التكريس مطران المدينة آنذاك، إيزيدور. وفي 24 أكتوبر 1892، فصلت الأراضي الفنلندية عن أبرشية سانت بطرسبرغ وأضحت أبرشية مستقلة، وعليه؛ أصبح الأب أنطوني أول رئيس أساقفة لها متخذا كاتدرائية فيبورغ في فنلندا، المفتتحة حديثا، مقرا.
اعتبارا من 27 أكتوبر 1892 ألقى أنطوني محاضرات في المجمع المقدس وبدأ في نشر عدة مقالات بانتظام، وفي عام 1892، نشر كتابا حمل عنوان "من تاريخ الوعظ المسيحي".
في 4 مايو 1893، منحته أكاديمية قازان اللاهوتية درجة الدكتوراه في اللاهوت. وفي عام 1895، نال درجة الدكتوراه في تاريخ الكنيسة من المجمع المقدس.
بين عامي 1893 و1898، ترأس لجنة الحوار مع الكنيسة الكاثوليكية القديمة عقب إبداء الكاثوليك القدامى رغبتهم في إعلان الشركة مع الكنيسة الأرثوذكسية.
كما كان أنطوني أول أسقف روسي يزور إنجلترا، حيث مثل المجمع المقدس لكنيسته في الاحتفالات باليوبيل الماسي للملكة فيكتوريا (5-22 يونيو 1897)، إضافة، إلى تكليفه بمهمة تعميق العلاقات مع الكنيسة الأنجليكانية؛ وهذا ما نجح فيه إذ عاد إلى روسيا بشهادات دكتوراه فخرية في اللاهوت والقانون من جامعتي أكسفورد وكامبريدج.
في عهده، شُيدت كنائس جديدة، وازداد عدد الأبرشيات من 23 إلى 37، وأنشئ دير لينتولا للراهبات، كما عمل على ترجمة الكتب الليتورجية إلى اللغة الفنلندية. في 25 ديسمبر 1898، رُقي مطرانا لسانت بطرسبورغ ولادوغا، وأرشمندريتا لكاتدرائية الثالوث القدوس ألكسندر نيفسكي لافرا، وعليه؛ وُشح بكلوبوك أبيض مكلل بصليب من الأحجار الكريمة.
في 9 يونيو 1900، وبعد وفاة المطران يوانيسيوس، مطران كييف، بيومين، صار أنطوني عضوا في المجمع المقدس. وفي 16 يناير 1906، بأمر من القيصر نيكولاي الثاني، صار مكلفا بالتحضير التمهيدي للمجلس، حتى 15 ديسمبر من العام نفسه [5]. وفي 22 أبريل 1906 انتخب عضوا في مجلس الإمبراطورية إلى تاريخ استقالته في 27 يونيو.

## التقاعد والوفاة
منذ مايو 1910 لم يعد المطران أنطوني قادرا على تأدية الخدمات الإلهية بسبب ما لازمه من مرض. توفي في فجر 2 نوفمبر 1912. وفي الساعة التاسعة صباحا نقل جثمانه إلى كنيسة الصليب المحيي في دير ألكسندر نيفسكي لافرا. وفي الغد، نقل مجددا إلى كاتدرائية الثالوث في الدير. أقيم جنازه في 5 نوفمبر وحضر آنذاك 22 أسقفا، 60 أرشمندريتا و150 راهبا. وترأس المراسم فلاديمير، مطران موسكو آنذاك، والذي كان قريبا لباسيل صديق أنطوني. حضر رئيس مجلس الوزراء فلاديمير كوكوفتسوف، والنائب العام فلاديمير سابلر ومسؤولون آخرون مراسم الدفن فيما تغيب أعضاء العائلة الإمبراطورية لكونهم، في ذلك الوقت، في طريقهم من بولندا. دُفن في مقبرة نيكولسكي في الدير المذكور.

## المواقف
كان داعما بشدة للبطريرك يواقيم الثالث، وكان قد تعاطف معه ودعم خططه لعقد مجمع مسكوني. كما أصر على استبعاد عبارة "الكنيسة الحاكمة" من التشريع، لأنه كان يؤمن أن الهيمنة ليست قيمة مسيحية.
كان معارضا من حيث المبدأ لتدخل رجال الدين في النشاط السياسي: على سبيل المثال؛ كان ضد انتخاب الأساقفة لمجلس الدوما.
في 22 فبراير 1901، أعلن المجمع المقدس بناء على اقتراح من أنطوني، الكاتب ليو تولستوي عدوا للأرثوذكسية وحرمه. كان السبب المباشر وراء هذا القرار هو محتوى رواية "البعث"، ووصفها الساخر لليتورجبا واعتبارها الكنيسة سجنا. يشير نص الحرمان أيضا إلى هجمات تولستوي على الكنيسة الروسية، وعدم اعترافه بالأسرار المقدسة وخلاص الروح.
وفقا لبعض المعاصرين، كانت علاقة أنتوني متوترة مع الأب يوحنا كرونشتادت. كما كان في تواصل مع غريغوري راسبوتين.
بين اليمينيين المتطرفين، كان أنطوني متهما بالليبرالية. كما تعرض لانتقادات في الصحافة من قبل اتحاد الشعب الروسي، وخاصة من رئيس الاتحاد، ألكسندر دوبروفين. واتهم الأخير المطران بالتعاطف مع الثورة. فضلا عن احتضانه لبعض رجال الدين مثل الأسقف أنطونين غرانوفسكي، والكاهن غريغوري بتروف، وطلاب المدارس اللاهوتية المنخرطين في الحركة الثورية. لكن في عام 1907، انتهى الخصام وتصالح دوبروفين مع أنطوني.
كان أنطوني معارضا للأحزاب السياسية. وصرح قائلا: